# والت بکر
والت بکر (انگلیسی: Walt Becker؛ زادهٔ ۱۶ سپتامبر ۱۹۶۸) کارگردان اهل ایالات متحده آمریکا است. وی از سال ۲۰۰۲ میلادی تاکنون مشغول فعالیت بوده‌است.
از فیلم‌هایی که وی در آن نقش داشته است، می‌توان به ون وایلدر اشاره کرد.